# 乔斯琳·巴特拉姆
乔斯琳·巴特拉姆（英語：Jocelyn Bartram，1993年5月4日—），澳大利亚女子曲棍球运动员。她曾代表澳大利亚国家队参加2018年和2022年英联邦运动会曲棍球比赛，获得二枚银牌。